# Károly Zichy
Károly Joseph Franz Xaver Kasimir Johann Nepomuk Zichy de Zics et Vázsonykő (Bratislava, 4 marzo 1753 – Vienna, 28 settembre 1826) è stato un nobile, politico e magistrato ungherese.
Fu presidente della Corte Suprema del Regno d'Ungheria.

## Biografia
Il conte e Károlu Zichy era membro della nobile famiglia ungherese degli Zichy. Suo padre era il conte István Zichy (1715-1769), mentre sua madre era la contessa Marie Cecilie von Stubenberg (1725-1763). Suo bisnonno era il conte István Zichy (1616-1692).
Venne educato al collegio Theresianum di Vienna, intraprendendo successivamente la carriera nel servizio civile austriaco e divenendo ciambellano. Nel 1782 Giuseppe II del Sacro Romano Impero lo nominò luogotenente della contea ungherese di Békés. Dal 1788 divenne giudice e presidente del consiglio della contea. Nel 1790 si presentò tra i sostenitori della costituzione di un parlamento e nel 1792 ricevette la gran croce dell'Ordine Reale di Santo Stefano d'Ungheria, ottenendo poi anche il Toson d'oro nel 1808. Nel 1808 fu per beve tempo ministro della guerra e dal 1813 al 1814 fu ministro dell'interno austriaco. Nel 1821, dopo mezzo secolo di fedele servizio alla causa imperiale, ricevette la gran croce dell'Ordine di Santo Stefano in diamanti direttamente dalle mani dell'imperatore. 
Appassionato traduttore, traslò in tedesco le opere di René Rapin. Fu tra i principali collaboratori di Metternich nel periodo della restaurazione in Austria, provvedendo alla riforma giuridica del paese.
Dopo la sua morte, avvenuta a Vienna nel 1826, venne sepolto a Oroszvár.

## Matrimonio e figli
Karoly sposò la contessa Anna Maria di Khevenhüller-Metsch (10 aprile 1759 - 18 gennaio 1809), figlia del principe Johann Sigismund Friedrich von Khevenhüller-Metsch, dalla quale ebbe i seguenti figli:
- Ferenc (Franz) (25 giugno 1777 - 6 ottobre 1839), sposò il 6 maggio 1799 a Vienna la contessa Maria Wilhelmina Ferraris  (3 settembre 1780 - 25 gennaio 1866), aggiungendo al proprio il cognome della moglie quando ne ereditò le sostanze
- Alajos Kàroly Antal (20 giugno 1779 - 15 dicembre 1834), sposò in prime nozze l'8 settembre 1800 la contessa Frances Esterhazy von Galanta (4 maggio 1784 - 3 luglio 1804); in seconde nozze nel 1806 si risposò con la contessa Julia Tolna Festetics (7 novembre 1790 - 18 novembre 1816); in terze nozze si sposò a Vienna nel 1819 con la contessa Crescence Seilern (13 maggio 1799 - 30 luglio 1875)
- Sándor (n. 1780 - morto giovane)
- Amalia (15 marzo 1782 - 23 luglio 1819), sposò nel 1800 il conte Ferencz Loos (24 luglio 1780 - 13 maggio 1836)
- Ferdinand (13 luglio 1783 - 7 ottobre 1862), governatore del Veneto nel 1848, sposò nel 1807 la contessa Sophie von Szechenyi (16 ottobre 1789 - 19 aprile 1865)
- Maria Alice (Adelheid) (15 settembre 1788 - 17 gennaio 1839), sposò il conte Jan Kaglevich (13 maggio 1786 - 15 ottobre 1856)
- Kristina (30 aprile 1792 - 20 luglio 1830), sposò il conte Franz von Khevenhüller-Metsch (7 aprile 1762 - 2 luglio 1837)
- Eleonora (27 maggio 1795 - 30 maggio 1873), sposò il conte Eduárd Lichnowsky (19 settembre 1789 - 1º gennaio 1845)
- Nicholas (2 dicembre 1796 - 27 gennaio 1856), sposò la contessa Juliana Loë (2 dicembre 1797 - 15 febbraio 1865)
- Carolina (11 febbraio 1802 - 17 giugno 1885)
- Ernestine (morta in giovane età)